# Ruth Hommelsheim
Ruth Hommelsheim (* 21. Dezember 1965 in Göppingen) ist eine deutsche Künstlerin. Sie arbeitet hauptsächlich mit dem Medium Fotografie.

## Leben
Von 1986 bis 1992 studierte Hommelsheim Fotografie an der FH Darmstadt. Sie lebt in Berlin. 2007 gründete und betrieb Ruth Hommelsheim gemeinsam mit anderen Künstlern die Produzentengalerie Loris in Berlin mit mehr als 100 Ausstellungen und zahlreichen Talks, Vorträgen und Konzerten.

## Werk
Ruth Hommelsheim begibt sich an die Ränder der Fotografie. Sie überschreitet einen rein dokumentarischen Ansatz. Neben der Fotografie integriert sie weitere Medien und Techniken wie Übermalung, Zeichnung und Installation in ihre Arbeit. Neben ihrer langjährigen künstlerischen Forschung zur Urbanität liegt ein weiterer Schwerpunkt der Arbeit mit Materialien aus Archiven. Hommelsheims Arbeiten wurden in Deutschland, Europa und China ausgestellt.

## Einzelausstellungen (Auswahl)
- 2017: concrete doubt, Galerie Loris, Berlin* 1998: Die dunkle Nacht der Seele [Jona-Projekt], Studio Kunsthalle Darmstadt
- 2016: Dreamland II, widmertheodoridis, Eschlikon, Schweiz
- 2016: Nach der Natur, Raumsechs, Düsseldorf
- 2015  Dreamland, Galerie Loris Berlin
- 2013: Nach der Natur, Galerie Loris Berlin
- 2012: Urban Notations [Barbican], CasperMuellerKneer, London
- 2011: Versammlungen, Galerie Loris Berlin
- 2007: Bewahrungen, Galerie Loris Berlin

## Gruppenausstellungen (Auswahl)
- 2019: Postcard Salon, Jarvis Dooney Galerie, Berlin
- 2018: Landschaft und Erinnerung, Galerie Wagner+Partner, Berlin
- 2018: Architektur und Landschaft, Galerie Raumsechs, Düsseldorf
- 2014  Unterwegs nach dem Mehr, D21 Kunstraum Leipzig
- 2014  Aus gutem Grund, Galerie Widmer&Theodoridis, Eschlikon, Schweiz
- 2013: The Way Things are, Union Gallery, London
- 2013	Dezember-Ausstellung, Kunstmuseum Winterthur, Schweiz

## Auszeichnungen (Auswahl)
- 1993–95: Charlotte-Prinz-Stipendium für junge Kunst, Stadt Darmstadt
- 2013: Atelierstipendium Villa Sträuli, Winterthur, Schweiz